# Браян Гарсія (нікарагуанський футболіст)
Не варто плутати з гондураським гравцем з таким самим ім'ям. Про нього див. статтю Браян Гарсія.
Браян Гарсія (ісп. Bryan García, нар. 25 травня 1995, Гранада) — нікарагуанський футболіст, півзахисник клубу «Реал Естелі» та національної збірної Нікарагуа.

## Клубна кар'єра
У дорослому футболі дебютував 2013 року виступами за команду клубу «Манагуа», в якій провів три сезони, взявши участь у 96 матчах чемпіонату. Більшість часу, проведеного у складі «Манагуа», був основним гравцем команди.
До складу клубу «Реал Естелі» приєднався 2016 року. Відтоді встиг відіграти за команду з Естелі 31 матч в національному чемпіонаті.

## Виступи за збірну
2015 року дебютував в офіційних матчах у складі національної збірної Нікарагуа. 
У складі збірної був учасником розіграшу Золотого кубка КОНКАКАФ 2017 року у США.
Наразі провів у формі головної команди країни 18 матчів, забивши 3 голи.

### Голи за збірну
| Гол | Дата           | Місце                                            | Суперник | Рахунок | Результат | Турнір                             |
| --- | -------------- | ------------------------------------------------ | -------- | ------- | --------- | ---------------------------------- |
| 1.  | 11 грудня 2015 | «Естадіо Індепенденсія», Естелі, Нікарагуа       | Куба     | 1–0     | 1–0       | Товариський матч                   |
| 2.  | 15 січня 2017  | «Естадіо Роммель Фернандес», Панама-Сіті, Панама | Панама   | 1–2     | 1–2       | Центральноамериканський кубок 2017 |
| 3.  | 20 січня 2017  | «Естадіо Роммель Фернандес», Панама-Сіті, Панама | Беліз    | 3–1     | 3–1       | Центральноамериканський кубок 2017 |